# Алешандре Сімоні
Алешандре Сімоні (порт. Alexandre Simoni; нар. 2 липня 1979) — колишній бразильський тенісист.
Найвищу одиночну позицію світового рейтингу — 96 місце досяг 16 липня 2001, парну — 119 місце — 7 жовтня 2002 року.
Найвищим досягненням на турнірах Великого шолома було 2 коло в одиночному розряді.

## Титули

### Одиночний розряд (3)
| Легенда                |
| Великий шлем (0)       |
| Tennis Masters Cup (0) |
| Серія Мастерс ATP (0)  |
| Тур ATP (0)            |
| Челлендери (3)         |

| Титули за покриттям |
| Тверде (1)          |
| Трава (0)           |
| Ґрунт (2)           |
| Килим (0)           |

| Ранг | Дата            | Турнір              | Покриття | Суперник у фіналі | Рахунок  |
| 1.   | 31 липня 2000   | Грамаду, Бразилія   | Тверде   | Мартін Лі         | 6–4, 7–4 |
| 2.   | 18 вересня 2002 | Брашов, Румунія     | Ґрунт    | Дік Норман        | 7–5, 6–3 |
| 3.   | 6 травня 2002   | Единбург, Шотландія | Ґрунт    | Жан-Рене Лінар    | 6–3, 6–3 |

### Парний розряд (9)
| Легенда                |
| Великий шлем (0)       |
| Tennis Masters Cup (0) |
| Серія Мастерс ATP (0)  |
| Тур ATP (0)            |
| Челлендери (9)         |

| Титули за покриттям |
| Тверде (4)          |
| Трава (0)           |
| Ґрунт (5)           |
| Килим (0)           |

| Ранг | Дата           | Турнір                  | Покриття | Partnering     | Суперники у фіналі                   | Рахунок          |
| 1.   | 2 серпня 1999  | Грамаду, Бразилія       | Тверде   | Антоніо Пріето | Пауло Карвальйо Рікарду Шлахтер      | 6–1, 6–4         |
| 2.   | 26 червня 2000 | Айзенах, Німеччина      | Ґрунт    | Даніел Мело    | Енріке Абароа Тім Крічтон            | 6–1, 6–7(2), 6–1 |
| 3.   | 10 липня 2000  | Оберштауфен, Німеччина  | Ґрунт    | Г'юго Армандо  | Томас Беренд Карстен Браш            | 6–4, 6–3         |
| 4.   | 7 серпня 2000  | Белу-Оризонті, Бразилія | Тверде   | Даніел Мело    | Джеймі Дельгадо Мартін Лі            | 6–4, 6–4         |
| 5.   | 29 жовтня 2001 | Сантьяго                | Ґрунт    | Андре Са       | Даніел Мело Душан Вемич              | 3–6, 6–3, 7–6(3) |
| 6.   | 28 липня 2003  | Белу-Оризонті, Бразилія | Тверде   | Маркуш Даніел  | Масуда Кентаро Тераті Такахіро       | 6–4, 6–2         |
| 7.   | 1 вересня 2003 | Грамаду, Бразилія       | Тверде   | Маркуш Даніел  | Сантьяго Гонсалес Алехандро Ернандес | 7–6(5), 6–4      |
| 8.   | 6 жовтня 2003  | Кіто, Еквадор           | Ґрунт    | Рікардо Мелло  | Г'юго Армандо Рікарду Шлахтер        | 6–3, 6–4         |
| 9.   | 7 серпня 2006  | Жоїнвіль, Бразилія      | Ґрунт    | Андре Гем      | Марсело Мело Андре Са                | 6–4, 5–7, [10–8] |

## Поразка (16)

### Одиночний розряд (4)
| Легенда                |
| Великий шлем (0)       |
| Tennis Masters Cup (0) |
| Серія Мастерс ATP (0)  |
| Тур ATP (0)            |
| Челлендери (4)         |

| Фінали за покриттям |
| Тверде (4)          |
| Трава (0)           |
| Ґрунт (0)           |
| Килим (0)           |

| Ранг | Дата           | Турнір                     | Покриття | Суперник у фіналі | Рахунок             |
| 1.   | 4 грудня 2000  | Сан-Хосе (Коста-Рика)      | Тверде   | Антоні Дюпюї      | 7–6(5), 4–6, 6–3    |
| 2.   | 28 травня 2001 | Салвадор, Бразилія         | Тверде   | Андре Са          | 6–3, 6–2            |
| 3.   | 2 липня 2001   | Кампус-ду-Жордау, Бразилія | Тверде   | Рікардо Мелло     | 7–6(6), 4–6, 7–6(5) |
| 4.   | 29 липня 2002  | Белу-Оризонті, Бразилія    | Тверде   | Рікардо Мелло     | 6–3, 6–3            |

### Парний розряд (12)
| Легенда                |
| Великий шлем (0)       |
| Tennis Masters Cup (0) |
| Серія Мастерс ATP (0)  |
| Тур ATP (1)            |
| Челлендери (11)        |

| Фінали за покриттям |
| Тверде (6)          |
| Трава (0)           |
| Ґрунт (6)           |
| Килим (0)           |

| Ранг | Дата            | Турнір                      | Покриття | Partnering         | Суперники у фіналі               | Рахунок          |
| 1.   | 8 травня 2000   | Фергана, Узбекистан         | Тверде   | Даніел Мело        | Джонатан Ерліх Ліор Мор          | 6–4, 6–0         |
| 2.   | 15 травня 2000  | Самарканд, Узбекистан       | Ґрунт    | Даніел Мело        | Стефано Гальвані Андрій Столяров | W/O              |
| 3.   | 6 серпня 2000   | Грамаду, Бразилія           | Тверде   | Даніел Мело        | Андре Са Ерік Тайно              | 7–6(7), 7–6(3)   |
| 4.   | 14 травня 2001  | Загреб, Хорватія            | Ґрунт    | Александар Кітінов | Енцо Артоні Андрес Шнейтер       | 6–7(5), 6–4, 6–4 |
| 5.   | 15 жовтня 2001  | Бразиліа, Бразилія          | Ґрунт    | Даніел Мело        | Луїс Лобо Даніель Оршанік        | W/O              |
| 6.   | 15 квітня 2002  | Bermuda, Бермудські Острови | Ґрунт    | Рамон Дельгадо     | Жорж Бастл Невілл Годвін         | 7–5, 6–3         |
| 7.   | 15 липня 2002   | Амерсфорт, Нідерланди       | Ґрунт    | Андре Са           | Джефф Кутзе Кріс Гаггард         | 7–6(1), 6–3      |
| 8.   | 23 червня 2003  | Андорра, Андорра            | Тверде   | Рікардо Мелло      | Рік де Вуст Туомас Кетола        | 6–4, 3–6, 6–4    |
| 9.   | 2 серпня 2004   | Грамаду, Бразилія           | Тверде   | Henrique Mello     | Сантьяго Гонсалес Бруно Соарес   | 6–3, 6–3         |
| 10.  | 13 березня 2006 | Салінас, Еквадор            | Тверде   | Андре Гем          | Тьяго Алвес Жуліо Сілва          | 3–6, 6–4, [10–4] |
| 11.  | 1 січня 2007    | Сан-Паулу, Бразилія         | Тверде   | Марсело Мело       | Пабло Куевас Адріан Гарсія       | 6–4, 6–2         |
| 12.  | 2 квітня 2007   | Монца, Італія               | Ґрунт    | Рікардо Хосевар    | Натан Гілі Джордан Керр          | 6–4, 6–3         |